# Kangiqsujuaq (terre réservée inuite)
Pour Kangiqsujuaq (village nordique), voir Kangiqsujuaq.
Kangiqsujuaq est une terre réservée inuit du Nunavik dans la région administrative Nord-du-Québec au Québec (Canada).